# المجموعة الماركسية اللينينية
المجموعة الماركسية اللينينية (بالفرنسية: Groupe Marxiste-Léniniste)‏ كان حزبا شيوعيا في بوركينا فاسو. تأسس في نوفمبر 1983 بعد الانفصال عن الحزب الشيوعي الثوري الفولتي. في أغسطس 1984 كان الحزب من بين مؤسسي اتحاد الشيوعيين في بوركينا فاسو.